# Hubertus Hermens
Hubertus Hermens SVD (* 19. März 1904; † 13. Februar 1987 in Lela, Nusa Tenggara Timur, Indonesien) war ein niederländischer römisch-katholischer Ordensgeistlicher und Apostolischer Präfekt von Denpasar.

## Leben
Hubertus Hermens trat der Ordensgemeinschaft der Steyler Missionare bei. Er legte 1929 die erste und 1933 die ewige Profess ab. 1934 empfing Hermens das Sakrament der Priesterweihe. Papst Pius XII. bestellte ihn am 19. Juli 1950 zum ersten Apostolischen Präfekten von Denpasar. Hermens ließ als Apostolischer Präfekt mehrere katholische Schulen und Krankenhäuser errichten.
Am 2. Januar 1961 nahm Papst Johannes XXIII. das von Hubertus Hermens vorgebrachte Rücktrittsgesuch an. Anschließend wirkte Hermens als Pfarrer auf Flores. Er starb im Februar 1987 im Alter von 82 Jahren in einem Krankenhaus in Lela.